# الحرب الكورية
بدأت الحرب الكورية حربا أهلية في شبه الجزيرة الكورية بين عامي 1950-1953. كانت شبه الجزيرة الكورية مقسمة إلى جزئين شمالي وجنوبي، الجزء الشمالي يقع تحت سيطرة الاتحاد السوفيتي، والجزء الجنوبي خاضع لسيطرة لجنة الأمم المتحدة المؤقتة لكوريا بقيادة الولايات المتحدة.
كانت بداية الحرب الأهلية في 25 يونيو 1950 عندما هاجمت كوريا الشمالية كوريا الجنوبية وتوسع نطاق الحرب بعد ذلك عندما دخلت الأمم المتحدة بقيادة الولايات المتحدة، ثم الصين أطرافا في الصراع. انتهى الصراع عندما تم التوصل إلى اتفاق وقف إطلاق النار في 27 يوليو 1953.
حصلت كوريا الشمالية على دعم واسع النطاق من جمهورية الصين الشعبية، ودعم محدود من الاتحاد السوفيتي في مجال المستشارين العسكريين والطيارين والأسلحة. دعمت كوريا الجنوبية من قبل قوات الأمم المتحدة، التي كان معظمها يتكون من قوات أمريكية، وشاركت عدة دول بقواتها في الصراع. وقد ظهرت كوريا الشمالية وكوريا الجنوبية نتيجة التنافس بين الحكومات المؤقتة للسيطرة على شبه الجزيرة التي تم تقسيمها بواسطة الولايات المتحدة والاتحاد السوفيتي.
في كوريا الجنوبية يطلق على هذه الحرب اسم حرب 25/6 وهو اليوم الذي بدأ فيه الهجوم ورسميا اسمها الحرب الكورية وفي كوريا الشمالية شائعة باسم الحرب الكورية ولكن الاسم الرسمي لها هو حرب تحرير الأرض أما الولايات المتحدة فأسمته عملا عسكريا (النزاع الكوري) بدلا من الحرب وذلك لتجنب الحاجة إلى إعلان الحرب بواسطة الكونغرس الأمريكي وفي الصين كانت معروفة بحرب مقاومة أمريكا ومساعدة كوريا ويطلق عليها أحيانا اسم الحرب المنسية خارج كوريا نظرا لأنها لم تجذب الانتباه بصورة كبيرة مقارنة بالحرب العالمية الثانية التي سبقتها وحرب فييتنام التي لحقتها وعلى العموم فالاسم المعروفة به هو الحرب الكورية بالرغم من أنها من الأحداث الرئيسية في القرن العشرين.
أدت هزيمة الصين في الحرب اليابانية الصينية الأولى (1894-1895) إلى بقاء القوات اليابانية محتلة للأجزاء ذات الأهمية الإستراتيجية بكوريا وبعدها بعشرة سنوات هزمت اليابان روسيا في الحرب الروسية اليابانية (1904-1905) - والتي كانت دليلا على بداية ظهور اليابان كقوة عُظمى - وقامت باحتلال شبه الجزيرة الكورية لتمتد سيطرتها على كافة المؤسسات المحلية بالقوة وفي أغسطس عام 1910 ضمت شبه الجزيرة الكورية إليها لتصبح مستعمرة يابانية.
نادى جوزيف ستالين في اتفاقية يالطة فبراير عام 1945 إلى إقامة مناطق عازلة في كلا من آسيا وأوروبا ووعد بدخول الحرب ضد اليابان بعد أسبوعين أو ثلاثة من استسلام ألمانيا مقابل إعطاء الأولوية لروسيا في الصين.
وفي 6 اغسطس 1945 أعلن الاتحاد السوفيتي الحرب على الإمبراطورية اليابانية وبدأ بمهاجمة الجزء الشمالي من شبه الجزيرة الكورية وكما هو متفق عليه بين الولايات المتحدة والاتحاد السوفييتي توقف تقدم القوات السوفييتية عند خط عرض 38 حيث كانت القوات الأمريكية موجودة في الجزء الجنوبي لشبه الجزيرة.

## خلفية تاريخية

### الحكم الإمبراطوري الياباني
استطاعت إمبراطورية اليابان التخلص من التأثير الصيني على شبه الجزيرة الكورية في الحرب اليابانية الصينية الأولى (1894–1895) ما أدى إلى قيام إمبراطورية كوريا التي لم تدم طويلاً. وجعلت اليابان كوريا محميةً تابعة لها بتوقيع معاهدة أولسا عام 1905 بعد عقدٍ من الزمن عقب هزيمتها للإمبراطورية الروسية في الحرب الروسية اليابانية (1904–1905)، وضمتها لليابان بعد التوقيع على معاهدة الضم اليابانية الكورية عام 1910.

### تقسيم كوريا بعد الحرب العالمية الثانية
في 10 اغسطس 1945 ومع استسلام اليابان الوشيك لم تكن الحكومة الأمريكية واثقة من التزام السوفيت باقتراح الولايات المتحدة حيث أنه قبل ذلك بشهر قام كلا من الكولونيل دين راسك وبونستيل -و في جلسة مقتضبة دامت حوالي نصف ساعة- *احبكوك* برسم الخط الفاصل بين القوات الأمريكية والسوفيتية عند خط عرض 38 متخذين خريطة لمنظمة ناشيونال جيوغرافيك كمرجع لهم وقد علق راسك - الذي أصبح وزيرا للخارجية بعد ذلك - معللا ” ان القوات الأمريكية المتواجدة هناك تواجهها صعوبات تتمثل في عاملي الزمان والمكان مما يعوق أي تقدم نحو الشمال دون أن تسبقهم القوات السوفيتية ”و لقد اوضح التاريخ أن السوفيت قد اوفوا بالتزاماتهم وتوقفوا عند خط عرض 38 رغم قدرتهم على احتلال كل الأراضي الكورية، وقبل السوفيت هذا التقسيم مع القليل من التساؤلات لدعم موقفهم في التفاوض بشأن أوروبا الشرقية.
وطبقا لهذا التقسيم يقوم اليابانيون شمال هذا الخط بالاستسلام للاتحاد السوفيتي وفي الجنوب للقوات الأمريكية وهكذا ودون استشارة الكوريين تقاسمت القوتان العظمتان شبه جزيرة كوريا لتتحول إلى منطقتي احتلال واضعين الأساس لحرب أهلية لا مناص منها ورغم أن السياسات والأفعال التي تمت قد ساهمت في ترسيخ الانقسام
كان أول قرار إتخذه الأمريكيون هو إعادة عدد كبير من الإداريين اليابانيين ومساعديهم الكوريين الذين كانوا في السلطة أثناء الفترة الاستعمارية كما رفضت الإدارة الأمريكية الاعتراف بالتنظيمات السياسية التي أنشأها الشعب الكوري، وقد أدت هذه الإجراءات إلى الغير مفهومة والغير شعبية بالنسبة للكوريين الذين عانوا من الاضطهاد الياباني الرهيب إلى عدد من الانتفاضات والاحتجاجات الشعبية والعمالية
اتفق الجانبان الأمريكي والسوفيتي في ديسمبر 1945 على إدارة البلاد بما وصف باللجنة الأمريكية السوفيتية المشتركة - والتي خرج بها اجتماع موسكو لوزراء الخارجية - وانه بمرور 4 سنوات من الحكم الذاتي تحت الوصاية الدولية ستصبح البلاد حرة مستقلة، وبالرغم من أن كلا من الولايات المتحدة والاتحاد السوفيتي قد اتفقا على أن كل قسم سوف يحكم تحت قيادة الكوريين إلا أن كل قوة عملت على إقامة حكومة موالية لأيدلوجيتها السياسية وقد رفض غالبية الشعب الكوري لكثير من هذه الترتيبات مما ساعد على قيام سلسلة من التمردات الدموية في الجانب الشمالي وإضرابات في الجانب الجنوبي، سعت الحكومة العسكرية الإمريكية في الجنوب إلى منع الإضرابات في 8 ديسمبر وأصدرت قرارا باعتبار الحكومة الثورية واللجان الشعبية خارجة عن القانون في 12 من الشهر نفسه، وتطورت الأمور بسرعة فقد شن عمال سكك الحديد الكوريون في بوسان إضرابا في 23 سبتمبر 1946 سرعان ما مسَّ معضم مدن الجنوب. في الفاتح من أكتوبر 1946 قامت الشرطة بقمع الاحتجاجات الشعبية وقتلت ثلاثة طلبة وجرحت عدد أخر مما أدى إلى قيام انتفاضة دايغو حيث هاجم المتظاهرون مقرات الشرطة وقتلوا 38 شرطيا. ومن المهم أن نذكر أن معظم أفراد الشرطة الذين كانوا آنذاك هم ممن عمل أثناء فترة الاحتلال الياباني. وقد جعل وقوف الأمريكيين إلى جانب هؤلاء الخونة الكوريين يرونهم كمحتل لا يختلف عن اليابان. في 3 أكتوبر هجمت عدد من المتظاهرين(حوالي.10.000)في ييونغ شيون على مقر للشرطة وقتلوا 40 شرطيا ورئيس المحافظة كما قتل في هجمات أخرى 20 من ملاك الأراضي والمتعاونين السابقين مع اليابان ورد الأمريكيون بإعلان الأحكام العرفية مطلقين النار على جموع المتظاهرين لتقتل عددا غير معروف منهم.
في كوريا الجنوبية عارضت مجموعة يمينية مناهضة للوصاية تعرف بالمجلس التمثيلي الديمقراطي كل الاتفاقيات التي دعمتها الولايات المتحدة بالرغم من أن هذه الجماعة نشأت بمعاونة من القوات الأمريكية المتواجدة هناك ونظرا لأن الكوريين ذاقوا مرارة الاحتلال الياباني لكوريا من 1910 إلى 1945 فقد عارض معظمهم فترة أخرى من السيطرة الاجنبية مما دفع الولايات المتحدة إلى التخلي عن اتفاقيات موسكو ولم يرغب الأمريكان في وجود حكومة ذات ميول يسارية في كوريا فقامت بتغيير موقفها ودعت إلى انتخابات كورية وحينئذ ايقن السوفيت خسارة رجلهم في كوريا كيم ايل سونغ نظرا لأن سكان الجنوب ضعف سكان الشمال لذلك اجريت الانتخابات في الشطر الجنوبي فقط بدعم من الأمم المتحدة والولايات المتحدة حيث تم استبدال اللجنة السوفيتية الأمريكية المشتركة بلجنة مؤقتة تحت رعاية الأمم المتحدة للإشراف على الانتخابات.
سهلت القوات الأمريكية وصول العديد من الكوريين للسلطة كجزء من برنامج احتلالي بالرغم من أن الكثير من الكوريين كانوا ينظرون إليهم كخونة لشعبهم لتعاونهم مع اليابانيين فكانت النتيجة النهائية لنظام حكم يفتقد الدعم الكامل من غالبية المواطنين ويفتقد الشرعية ان قامت سلسة من الشغب واجتاحت الإضرابات البلاد وتمردات شملت جزيرة جوجو ويوسو ومناطق أخرى ولقي أكثر من 100,000 كوري جنوبي خلال هذه الفترة حتفهم كنتيجة لاستخدام القوة العسكرية التابعة للنظام والمدعومة من قبل القوات الأمريكية.

### الحرب الأهلية الكورية
تنافس كلا من ريي وكيم ايل سونغ على توحيد شبه الجزيرة الكورية مواصلين الهجمات العسكرية على طول الحدود خلال الفترة من 1949 حتى أوائل 1950 لكن الشمال غير طبيعة الحرب من مجرد مناوشات على الحدود إلى حرب أهلية واسعة النطاق.
وكان وزير الخارجية الأمريكي آنذاك قد صرح في 12 يناير 1950 ان الحدود الدفاعية للولايات المتحدة تتشكل في جزر إلوشنز وجزر ريكيو واليابان وجزر الفلبين ملمّحا أن أمريكا غير مقدمة على حرب من اجل كوريا وأن مسؤولية الدفاع عن كوريا تختص بها الأمم المتحدة.
في منتصف 1949 عمل كيم ايل سونغ على تحريك القضية بمساعدة ستالين موضحا أن الوقت قد حان لتوحيد شبه الجزيرة الكورية فقد كان في حاجة إلى الدعم السوفيتي كي ينفذ بنجاح خططه العسكرية بعيدة المدى في ظل طبيعة جبلية وعرة لشبه الجزيرة الكورية لكن ستالين كقائد للكتلة الشيوعية ومصدر للإمدادت التي يحتاجها كيم رفض إعطاؤه الإذن مبديا قلقه إزاء نقص الاستعدادت النسبية للقوات الكورية الشمالية واحتمال تدخل الولايات المتحدة.
وعلى مدار السنة التالية عملت قيادة كوريا الشمالية على تشكيل جيش هائل كآلة حرب هجومية على النمط السوفيتي تم تدعيمها مبدئيا بتدفق الكوريين الذين خدموا في جيش تحرير الصين الشعبية منذ الثلاثينيات وببلوغ عام 1950 كان جيش كوريا الشمالية مسلح بأسلحة سوفيتية عتيقة لكنها تمتعت بتفوق جوهري في كل فئات المعدات العسكرية مقارنة بكوريا الجنوبية وبحلول 30 يناير 1950 أبلغ ستالين كيم عبر التلغراف عن نيته في مساعدته في خطته بشأن توحيد شبه الجزيرة الكورية اعقبها مفاوضات اقترح فيها ستالين إمداده ب 25,000 طن من الرصاص سنويا على الأقل مقابل دعمه في الحرب وبعد زيارة أخرى قام بها كيم لموسكو في شهري مارس وأبريل وافق ستالين على الهجوم.

## تسلسل الأحداث

### هجوم كوريا الشمالية
بدأ جيش كوريا الشمالية هجومه المفاجئ قبل فجر يوم الأحد 25 يونيو 1950 بساعات مخترقين خط عرض 38 تحت غطاء من القصف النيراني الكثيف بواسطة المدفعية ومجهزين ب 242 دبابة من ضمنهم 150 دبابة تي- 34 سوفيتية الصنع، كانت كوريا الشمالية قد دخلت الحرب وهي تمتلك 180 طائرة حربية من ضمنهم 40 طائرة مقاتلة من طراز ياك (yak) و70 قاذفة قنابل هجومية أما سلاح البحرية فلم يكن ذو أهمية كبيرة لكن أكثر نقاط الضعف خطورة لدى كوريا الشمالية كانت عدم وجود نظام لوجيستى يمكن الاعتماد عليه لنقل المؤن والذخائر مع تقدم الجيش للجنوب وبالرغم من ذلك فقد كان جيش كوريا الجنوبية ضعيف مقارنة بجيش كوريا الشمالية وقد استغلت كوريا الشمالية المدنيين الهاربين إلى الجنوب لحمل المؤن والذخائر والذين قتل الكثير منهم في الغارات الجوية لكوريا الشمالية بعد ذلك.
حقق هجوم كوريا الشمالية المخطط له جيدا ونفذه 135,000 جندي نجاح مفاجئ وسريع حيث هاجمت كوريا العديد من المناطق الهامة بما فيها جيسونغ، شونشيون، يوجيونغبو واونجين وكان من الهجوم في الفجر له مزية أخرى وهو ان معظم جنود كوريا الجنوبية خارج الخدمة وخلال أيام كانت مجموعات من القوات الكورية الجنوبية المتشككة في حكومتها تنسحب انسحاب تام أو تهرب إلى الشمال وفيما تواصل الهجوم البري كان الطيران الحربي لكوريا الشمالية يقذف مطار كيمبو بالقرب من سول وبعد ظهر يوم 28 يونيو احتلت قوات كوريا الشمالية العاصمة سول لكن آمال الشمال في استسلام سريع لحكومة ريي وانحلال جيش كوريا الجنوبية تبخرت بعد تدخل القوي الاجنبية.
كانت كوريا الجنوبية تمتلك جيش قوامه 65,000 جندي مسلح ومدرب ومجهز بواسطة الجيش الأمريكي ولكن كان يعاني نقص في المدرعات والمدفعية، لم يكن هناك أي وحدات قتالية اجنبية كبيرة بالبلاد عندما بدأت الحرب الاهلية ولكن كان يوجد قوات أمريكية كبيرة متمركزة في اليابان.

### رد الفعل الغربي
جاء غزو كوريا الجنوبية مفاجئا للولايات المتحدة وباقي القوى الغربية ففي الاسبوع الذي سبق الحرب أعلن دين اشيسون وزير خارجية الولايات المتحدة في الكونغرس الأمريكي يوم 20 يونيو بأنه لا يوجد احتمال لحدوث حرب.
كان القرار الأمريكي بالتدخل نتيجة لعدة أسباب فهاري ترومان كرئيس ديمقراطي تعرض لعدة ضغوط داخلية حيث اتهمه العديد من بينهم النائب الجمهوري جوزيف مكارثر بأنه يتعامل مع الشيوعية بمرونة شديدة وكان الصرحاء منهم قد اتهموا الديمقراطيين بخسارة الصين لصالح الشيوعيين كذلك كان التدخل هام لتحقيق مبدأ ترومان الجديد – الذي ايد محاربة الشيوعية في أي مكان تحاول الانتشار فيه – وقد تأثر القرار الأمريكي بالدروس المستخلصة من اتفاقية ميونخ عام 1938 التي قادتهم إلى الاعتقاد أن مهادنة الدول المعتدية لن يشجعها سوى على التمادي والتوسع في العدوان. وبدلا من أن يقوم ترومان بالضغط للحصول على موافقة الكونغرس لإعلان الحرب - والذي اعتبره ترومان تنبيه للآخرين دون داعي ومضيع للوقت الذي هو أهم شيء في القضية - اتجه إلى الأمم المتحدة للحصول على موافقته للتدخل في كوريا وفي اليوم الذي بدأت فيه الحرب رسميا (25 يونيو) سارعت الأمم المتحدة بوضع مسودة قرار مجلس الأمن رقم 82 والذي نادى إلى التالي:
1. إنهاء كافة العمليات العدائية وانسحاب كوريا الشمالية إلى خط عرض 38.
2. تشكيل لجنة للامم المتحدة في كوريا لمراقبة الوضع وابلاغ مجلس الامن.
3. على جميع الأعضاء مساندة الأمم المتحدة في تحقيق ذلك والامتناع عن إمداد كوريا الشمالية بالمساعدة.

وقد تم الموافقة على القرار دون إجماع وذلك يرجع إلى غياب الاتحاد السوفيتي المؤقت عن مجلس الأمن – كان السوفيت قد قاطعوا مجلس الأمن محتجين على ان مقعد الصين كان من المفروض ان ينتقل إلى الصين الشيوعية وليس ان يبقى في قبضة الكومنتانج الموجودين بتايوان – وهكذا في غياب الاتحاد السوفيتي وعدم قدرته على التصويت بالفيتو وامتناع دولة وحيدة عن التصويت هي يوغوسلافيا صوتت الأمم المتحدة على مساعدة كوريا الجنوبية في 27 يونيو وتولت الولايات المتحدة تنفيذ القرار واشترك مع قواتها بالجنود والمؤن 15 دولة عضوة بالأمم المتحدة هم: كندا، أستراليا، نيوزيلاندا، بريطانيا، فرنسا، جنوب أفريقيا، تركيا، تايلاند، اليونان، هولندا، إثيوبيا، كولومبيا، الفلبين، بلجيكا، لوكسمبورغ ودول أخرى وبالرغم من كثرة الدول المشاركة فقد تحملت الولايات المتحدة توفير 50% من القوات البرية (تحملت كوريا الجنوبية معظم الباقي) و86% من القوة البحرية و93% من القوات الجوية. حاول الاتحاد السوفيتي وحلفاؤه الاعتراض على القرار استنادا على عدم قانونيته لغياب عضو دائم في المجلس وهو الاتحاد السوفيتي عن التصويت وفي مواجهة ذلك كانت الرؤية الغالبة أنه لابد للعضو الدائم من إعلان حق الفيتو بوضوح لإبطال هذا القرار.ولم تبدى حكومة كوريا الشمالية أيضا اتفاقها مع هذا القرار معللة أن هذا الصراع ما هو إلا حرب أهلية أي خارج مجال اختصاصات الأمم المتحدة. وفي نفس العام تم رفض القرار السوفيتى الداعي إلى إنهاء الأعمال العدائية وانسحاب القوات الأجنبية.
بالرغم من أن الرأي العام الأمريكي كان مؤيد لضرورة التدخل إلا أن ترومان تلقى انتقادات شديدة بعد ذلك لعدم حصوله على إعلان حرب من الكونغرس قبل إرسال القوات إلى كوريا لذلك وصف البعض حرب ترومان بأنها خالفت روح ورسالة دستور الولايات المتحدة الأمريكية.

### تدخل الولايات المتحدة

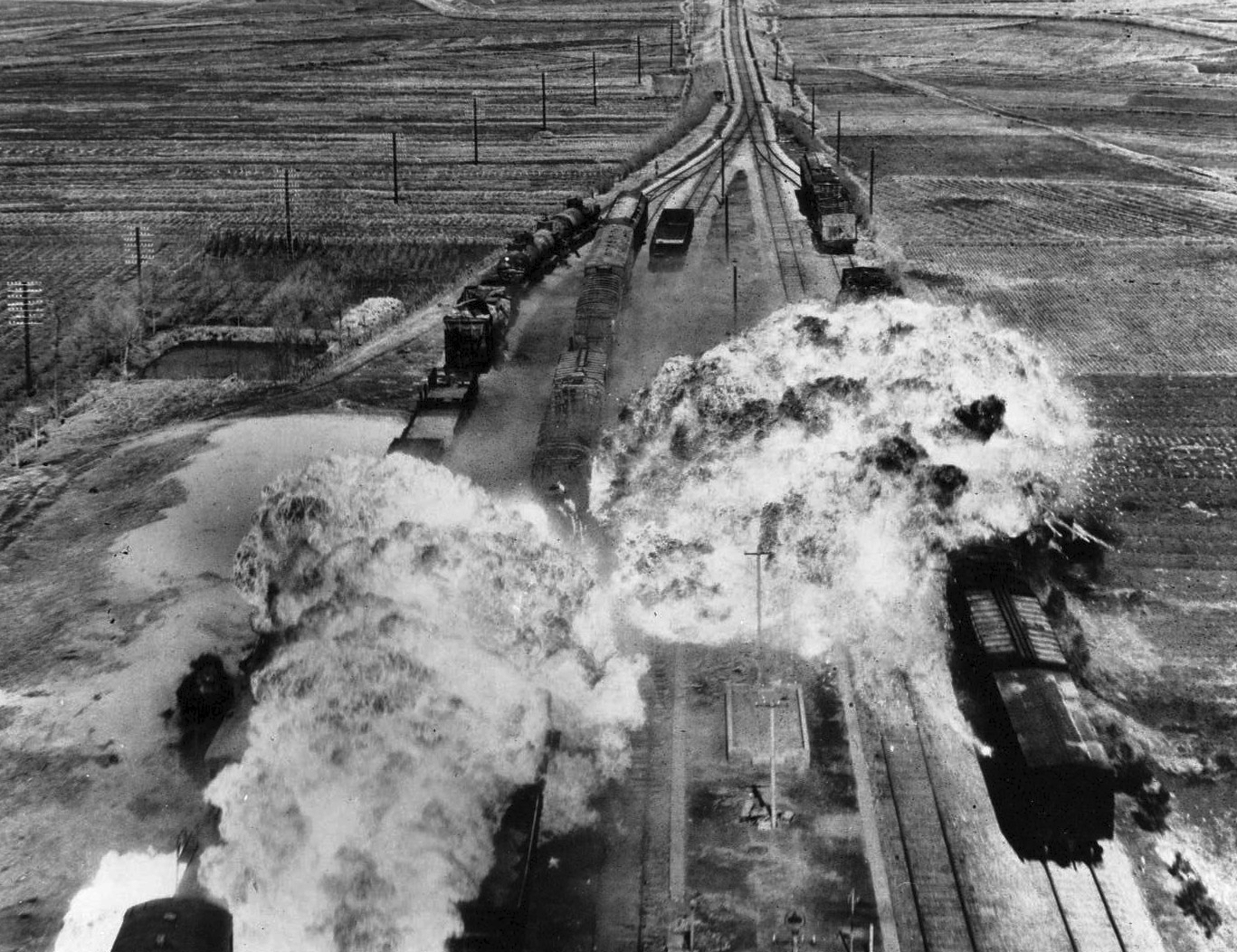
هجوم القوات الجوية الأمريكية على خطوط السكك الحديدية جنوب مدينة وونسان على الساحل الشرقي لكوريا الشمالية

بالرغم من أن تسريح قوات من الولايات المتحدة والحلفاء[ ؟ ] بعد الحرب العالمية الثانية قد سبب مشكلات خطيرة في تزويد الجنود الأمريكيين في المنطقة لكن ظلت الولايات المتحدة لديها قوات ضخمة في اليابان لمواجهة جيش كوريا الشمالية ومعداته السوفيتية العتيقة وكانت هذه القوات تحت إمرة الجنرال دوجلاس ماك ارثر كجزء من قوات الكومنويلث البريطاني وبمجرد اعلام هاري ترومان باندلاع أعمال عدوانية على نطاق واسع في كوريا امر ماك ارثر بإرسال العتاد الحربي لجيش كوريا الجنوبية واستخدام غطاء جوي لحماية عمليات إجلاء المواطنين الأمريكيين ولم يوافق على ما اقترحه مستشاروه بعمل غارات جوية من جانب الولايات المتحدة فقط على قوات كوريا الشمالية ولكن أمر الاسطول السابع بحماية شيانج كايشيك في تايوان منهيا بذلك سياسة الولايات المتحدة بعدم التدخل في الشؤون الداخلية للصين وقد طلبت الحكومة الوطنية بتايوان المشاركة في الحرب إلا أن الولايات المتحدة رفضت طلبها خوفا من أن يشجع هذا على تدخل جمهورية الصين الشعبية في الحرب.

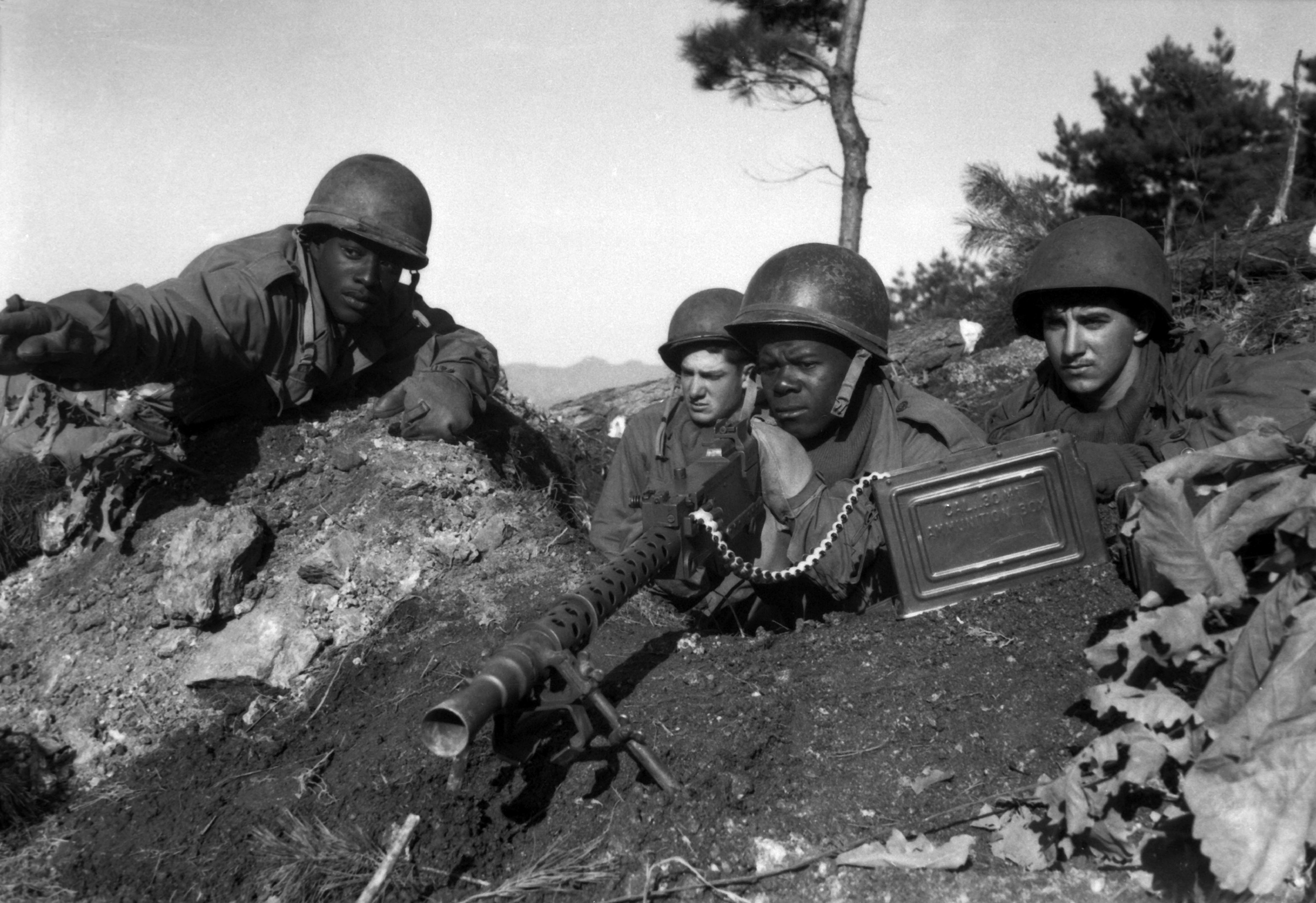
جنود أمريكيون في الحرب الكورية

كان أول تدخل هام للقوات الأجنبية هو قوة المهام سميث التي كانت جزء من الفرقة 24 مشاة بالجيش الأمريكي المتواجد باليابان ودخلت أول معاركها في 5 يوليو بمدينة أوسان حيث هزمت وخسرت خسائر فادحة لتستمر قوات كوريا الشمالية المنتصرة في التقدم نحو الجنوب واجبار نصف قوة الفرقة 24 للتقهقر لمدينة تايجون التي وقعت أيضا في أيدي القوات الشمالية ليتم اسر الجنرال ويليام إف دين - الذي يعتبر أكبر رتبة تم أسرها في الحرب الكورية بواسطة الشماليين - وقد تفاجأ الكوريون الشماليون باستمرار الحرب لفترة طويلة سمحت بتدخل قوات أجنبية إلا أنهم استمروا بالتقدم في اقصي الجنوب وبحلول اغسطس كانت قوات كوريا الجنوبية والجيش الثامن للولايات المتحدة قد تقهقروا إلى منطقة صغيرة في الركن الجنوبي الشرقي لشبه الجزيرة الكورية حول مدينة بوسان ومع تقدم قوات كوريا الشمالية قاموا بجمع الموظفين المدنيين وقتلهم. ليرسل دوجلاس ماك ارثر رسالة إلى كيم ايل سونغ في 20 اغسطس يحذره فيها بأنه سوف يحمله مسؤولية أي أعمال وحشية ترتكب ضد قوات الأمم المتحدة وقد تمكن قائد الجيش الثامن الجنرال والتون واكر من المناورة بقواته لمقاومة الشيوعيين الذين حاولوا تجنب هذه المناورات بدلا من حشد قواتهم والذي كان من الممكن ان تؤدي إلى إبادة قوات الأمم المتحدة وبالرغم من تلك المناورات إلا أنه في شهر سبتمبر كانت المنطقة المحيطة ببوسان فقط – حوالي 10% فقط من شبه الجزيرة الكورية – هي التي ظلت في ايدي القوات المتحالفة. وبفضل المساعدات الأمريكية الضخمة والمساندة الجوية والتعزيزات الاضافية تمكنت قوات الولايات المتحدة وجيش جمهورية كوريا (كوريا الجنوبية) من الاحتفاظ بخط دفاعي على طول نهر ناكدونج وأصبح هذا الخط المستقتل في التمسك بالأرض معروف في الولايات المتحدة باسم محيط بوسان ومع أن المزيد من الدعم جاء من الأمم المتحدة إلا أن المشهد العام كان يوحي باليأس حيث ظهر كأن الشمال سوف ينجح في توحيد شبه الجزيرة.

### حشد القوات المتحالفة
نتيجة الهجمات الشرسة لقوات كوريا الشمالية دخلت القوات المتحالفة (الأمم المتحدة – كوريا الجنوبية) في معركة يائسة أطلق عليها الأمريكان «معركة محيط بوسان» حيث فشلت القوات الشمالية في الاستيلاء على بوسان، بعد ذلك بدأت 

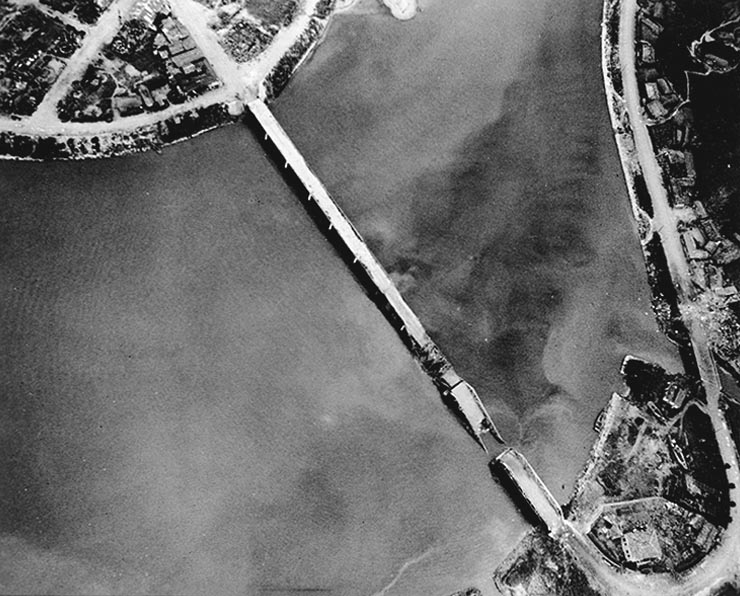
صورة في كوريا الشمالية بعد تدميرهالقوات

 الجوية الأمريكية في الوفود إلى أرض المعركة بأعداد كبيرة حيث قامت بحوالي 40 غارة جوية لمساندة أعمال القتال البرية واستهداف القوات الشمالية ولكنها أيضا خلفت دمار واسع بين المدنيين والمدن وقامت القاذفات الإستراتيجية (معظمها بي-29 المتواجدة باليابان) بإغلاق معظم الطرق والسكك الحديدية ودمرت أكثر من 32 لجسر[ ؟ ] مهم ليس فقط لمواصلة الحرب ولكن لهروب المدنيين أيضا لذلك كانت القطارات سواء عسكرية أو مدنية تنتظر بالأنفاق طوال النهار لتجنب القصف.و في كل مكان بكوريا دمرت القاذفات الأمريكية مستودعات المؤن والذخائر وكذلك معامل تكرير البترول والموانئ التي تقوم باستيراد المؤن العسكرية وذلك بهدف تجويع قوات كوريا الشمالية حيث أدى الدمار الذي سببته القاذفات الأمريكية إلى منع وصول الإمدادت الضرورية لقوات كوريا الشمالية في الجنوب بالرغم من أن معظم شبه الجزيرة الكورية في قبضة الشمال.
في هذه الأثناء تدفقت الأسلحة والجنود من القواعد الموجودة باليابان وارسلت بسرعة كبيرة كتائب الدبابات الأمريكية من سان فرانسيسكو إلى بوسان ليصبح لدى الولايات المتحدة حوالي 500 دبابة متوسطة بمحيط بوسان في أواخر اغسطس وفي أوائل سبتمبر فاقت قوات الأمم المتحدة وجمهورية كوريا قوات كوريا الشمالية بما يقارب من 180,000 إلى 100,000 ليبدأ في هذا الوقت الهجوم المضاد.

### استرداد كوريا الجنوبية
نتيجة التعزيزات المتدفقة على الجبهة والهجمات المتتالية عانت قوات كوريا الشمالية من نقص الأفراد وضعف النظام اللوجيستي للدعم وذلك بالإضافة إلى افتقادهم للقوة البحرية والجوية التي تمتع بها الأمريكان ومن أجل تخفيف الضغط على محيط بوسان ناقش الجنرال ماك آرثر القيام بعملية إنزال برمائي في العمق خلف خطوط الكوريين الشماليين عند إنشون كان قد بدأ التخطيط لها بعد بدء الحرب بأيام قليلة إلا أن المد والجزر العنيف وكذلك وجود العدو هناك جعل العملية شديدة الخطورة لذلك عارض البنتاغون القيام بها إلاإنه في النهاية وافق عليها ليقوم ماك آرثر بتفعيل فيلق «إكس كوربس» تحت قيادة الجنرال إدوارد ألموند (احتوى الفيلق على 70,000 جندي من الفرقة الأولى مارينز وفرقة الجيش السابع مشاة وتم إضافة 8,600 جندي كوري) وأمرهم بالإنزال في إنشون في عملية سميت «عملية كرومايت» يوم 15 سبتمبر 

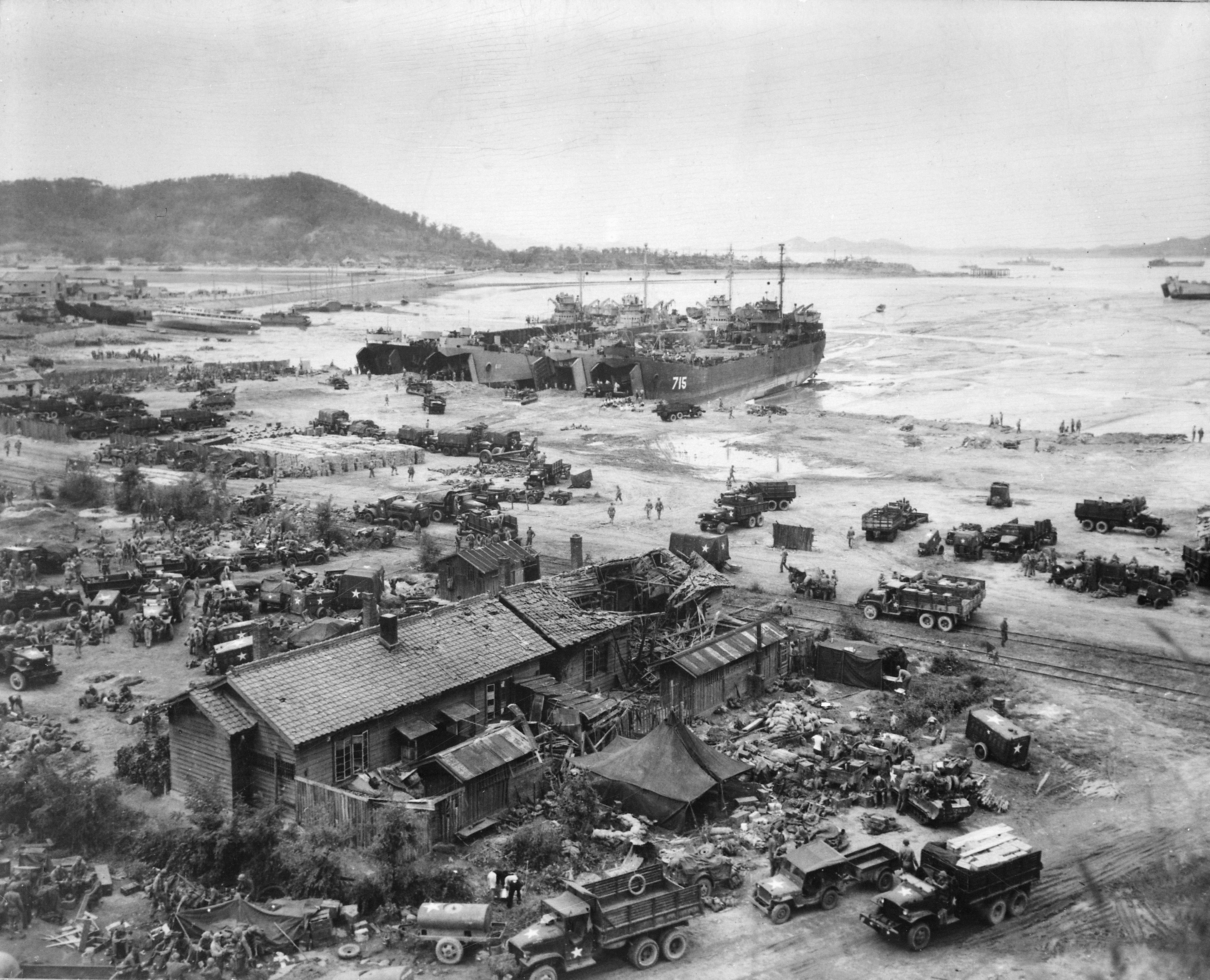
إنزال إنشون (عملية كرومايت)

 لتجد مقاومة ضعيفة تواجههم عند الإنزال نتيجة المعلومات الخاطئة واستطلاعات الميليشيات والقصف المكثف الذي سبق غزو المدينة والذي أدى إلى تمركز اعداد قليلة من الجنود الكوريين، كان النجاح في الإنزال نصر حاسم حيث تمكن فيلق إكس كوربس من القضاء على المدافعين عن المدينة وهدد بمحاصرة جيش كوريا الشمالية مما أدى إلى تراجع الجيش الكوري الشمالي الشبه معزول مسرعا إلى الشمال (حوالي 25,000 إلى 30,000) ليسترد ماك آرثر العاصمة سول.

### غزو كوريا الشمالية
دفعت قوات الأمم المتحدة بقوات كوريا الشمالية إلى خلف خط عرض 38 ليتحقق هدف الولايات المتحدة في الحفاظ على حكومة كوريا الجنوبية لكن النجاح واحتمالية توحيد شبه الجزيرة الكورية تحت حكم سنجمان ري أغرى قوات الأمم المتحدة للتقدم داخل كوريا الشمالية ويعد هذا نقطة حاسمة في سياسة الولايات المتحدة الخارجية عندما قرر القادة الأمريكيين الذهاب إلى ما هو أبعد من احتواء التهديدات الشيوعية المدركة إلى سياسة الرد الفعلي وكان من المغريات الأخرى لغزو كوريا الشمالية التأثير النفسي لتدمير دولة شيوعية وتحرير أسرى الحرب.

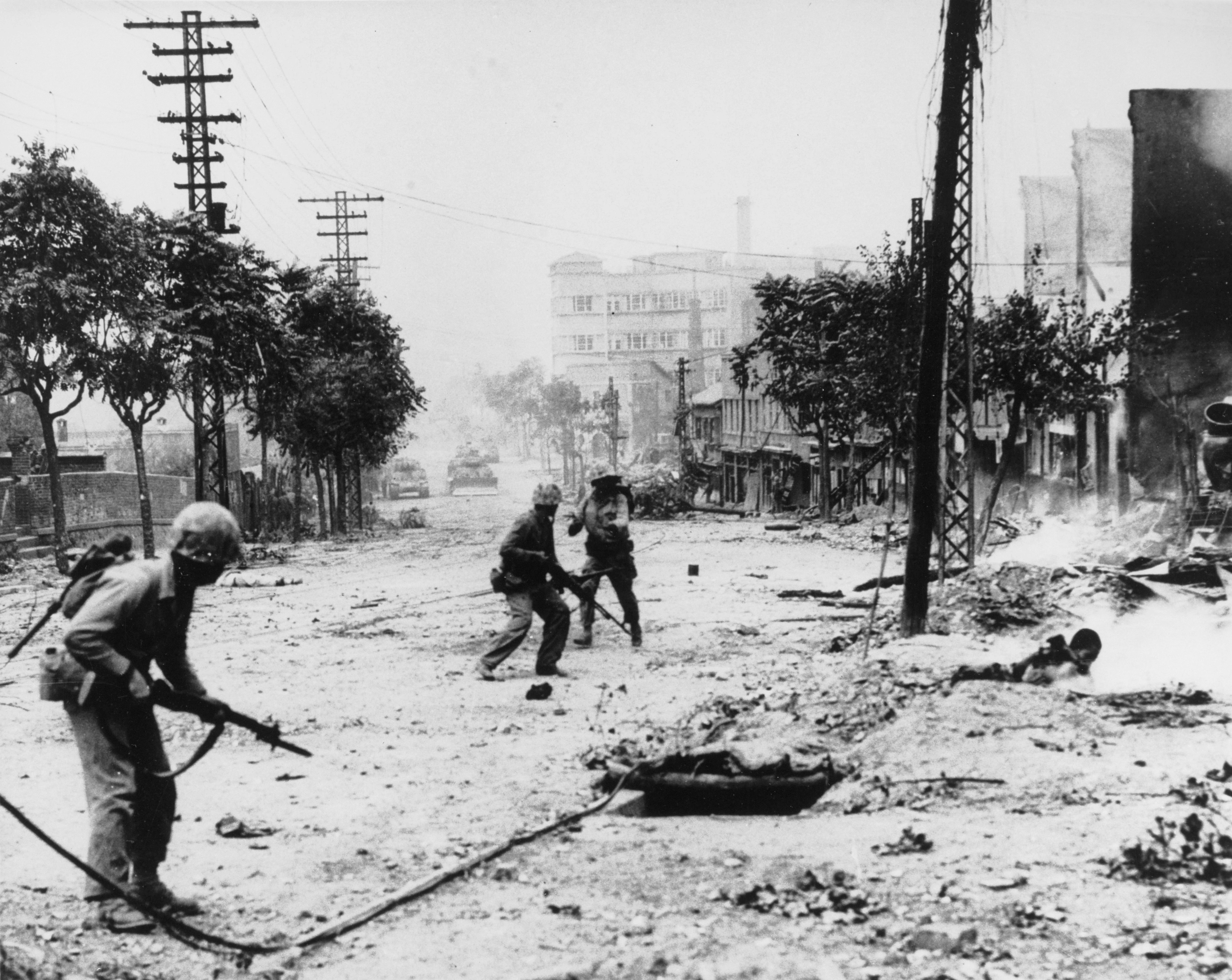
جنود أمريكيون يخوضون قتال شوارع في سول (1950)

 وهكذا في أوائل أكتوبر 1950 عبرت قوات الأمم المتحدة إلى داخل كوريا الشمالية وقام فيلق إكس كوربس بإنزال برمائي في كلا من وونسان وايون بينما اتجه باقي الجيش الأمريكي والكوريين الجنوبيين من الجانب الغربي لكوريا ليحتلوا بيونج يانج في 19 أكتوبر وبنهاية شهر أكتوبر كان جيش كوريا الشمالية ينهار بسرعة وتمكنت قوات الأمم المتحدة من أخذ 135,000 أسير. اثار غزو الأمم المتحدة لكوريا الشمالية قلق الصين التي كان لديها اعتقاد بأن قوات الأمم المتحدة لن تقف عند نهر يالو الذي يفصل بين كوريا والصين بل ستمتد سياسة الرد إلى داخل الصين وكان يشاركها في هذا الاعتقاد العديد في الغرب ومن ضمنهم الجنرال ماك آرثر الذي رأى ضرورة امتداد الحرب إلى الصين إلا أن هاري ترومان وباقي القادة رفضوا ذلك وأمروا ماك آرثر بأن يكون شديد الحذر عند اقترابه من الحدود الصينية ولكنه استخف بهذه التحذيرات مشددا على أن جنود كوريا الشمالية يتم إمدادهم بواسطة قواعد موجودة بالصين لذلك يجب قصف هذه المستودعات ومع ذلك ظلت قاذفات الأمم المتحدة خارج منشوريا طوال الحرب إلا في حوادث نادرة.

### دخول الصين الحرب
حذرت الصين القادة الأمريكيين عبر دبلوماسيين محايدين بأنها سوف تتدخل في الحرب لحماية أمنها القومي واعتبر ترومان هذا التحذير محاولة صريحة لابتزاز الأمم المتحدة ولم يأخذه بمأخذ الجد وفي 15 أكتوبر 1950 ذهب ترومان إلى جزيرة وايك من أجل اجتماع قصير تم الإعلان عنه بكثرة مع ماك آرثرو قبلها كانت السي اي ايه قد اخبرت ترومان بأن التدخل الصيني في الحرب غير محتمل وقال ماك آرثر انه فكر في ذلك ووجده فيه بعض المخاطرة للصينيين وفسر ذلك بأن الصينيين فقدوا فرصتهم في مساعدة كوريا الشمالية في غزوها وأن عدد الجنود الصينيين في منشوريا حوالي 300,000 جندي وما بين 100,000 – 125,000 على طول نهر يالو يمكن جلب نصفهم إلى كوريا عن طريق عبورهم للنهر لكن لا يمتلك الصينيين قوات جوية ومن هنا إذا حاول الصينيين دخول بيونغ يانغ فستحدث هناك أكبر مذبحة وافترض ماك آرثر بأن الصينيين مدفوعين بالرغبة في مساعدة كوريا الشمالية مع الرغبة في تجنب الخسائر الفادحة.
في 8 أكتوبر 1950 بعد يوم من عبور القوات الأمريكية لخط عرض 38 أصدر ماو تسي تونغ الأمر بتكوين جيش الشعب التطوعي - والذي كان 70% من أعضائه جنود نظاميين بجيش التحرير الشعبي - ثم امرهم بالتحرك إلى نهر يالو والاستعداد للعبور كان ماو يبحث عن مساعدة السوفيت ويرى أن التدخل ضرورة دفاعية قائلا لستالين:«إذا سمحنا للولايات المتحدة باحتلال كوريا. فيجب أن نكون مستعدين لأن تعلن الولايات المتحدة الحرب على الصين» وأرسل رئيس وزراءه تشاو إن لاي إلى موسكو لتأكيد حججه وأخر ماو خطة الهجوم من 13 أكتوبر إلى 19 أكتوبر منتظرا مساعدة السوفيت الضرورية إلا أن المساعدات السوفيتية كانت محدودة

## قتال عبر خط عرض 38 شمال
في يناير 1951 بدأت الصين وكوريا الشمالية المرحلة الثالثة من الهجوم واستخدم الصينيون تكتيك الهجمات الليلية على المواقع البعيدة عن المواجهة واستخدام الصفارات للتواصل بين الجنود والهجوم بأعداد كبيرة والتي لم تستطع قوات الأمم المتحدة مواجهتها مما دفعهم للانسحاب وإخلاء سول لتقع في أيدي الشيوعيين يوم 4 يناير واستمر انسحاب القوات الأمم المتحدة حتى مدينة سووان حيث تمكنوا من استعادة توازنهم وتثبيت دفاعاتهم في حين لم يتمكن الصينيون من التقدم نتيجة لنفاذ إمداداتهم مما اجبرهم على التراجع لنقص الغذاء والذخيرة مما مكن قوات الأمم المتحدة من التقاط انفاسها والاعداد للهجوم المضاد والذي اعتمد على الاستخدام كافة الأسلحة الأرضية والجوية للاستفادة من القوة النيرانية لها وبنهاية شهر فبراير تمكنت قوات الأمم المتحدة من الوصول إلى نهر الهان واجبار القوات المعادية على الانسحاب إلى ما وراء النهر وبالرغم من سلسلة الهجمات المضادة التي قامت بها قوات الأمم المتحدة إلا أن الصينين بدؤا الاستعداد لهجوم جديد في إبريل 1951 وكان القتال يجري بين أكثر من 700,000 جندي إلا أن الهجوم توقف عند شمال سول نظرا لصمود قوات الأمم المتحدة وظل الوضع عبارة عن هجوم وتراجع بين القوات المتحاربة لكن لم يتوقف القتال بين الاطراف حتى بعد بدء مفاوضات السلام نظرا لمحاولة كل طرف الاحتفاظ بأكبر رقعة أرض ممكنة وان انحصرت في معارك صغيرة حول بعض المدن. وانتهي القتال بتحديد منطقة منزوعة السلاح تفصل بين الكوريتين

## نتائج الحرب
شهدت الحرب الكورية التطورات التي حدثت في الأسلحة ففي بداية الحرب كانت السيطرة لطائرات الجيش الكورى ميج-15 على طائرات قوات الأمم المتحدة؛ مما دفع الولايات المتحدة لاستخدام طائرات إف-86 سابر والتي تميزت بقدرتها على المناورة وزيادة الأسلحة ووجود رادار خاص بالمدافع الرشاشة الخاصة بها. وفي مجال الأسلحة البرية كان نتيجة عدم وجود دبابات لدى الجيش الكوري الجنوبي ان تحققت السيطرة للجيش الشمالي الذي استخدم الدبابات السوفيتية تى-34 وكانت مضادات الدبابات لدى جيش كوريا الجنوبية منذ الحرب العالمية الثانية والتي لم تستطع تدمير الدبابات السوفيتية إلا من مدى قريب حتى امدتها الولايات المتحدة بطرز جديدة من البازوكا كان لها تأثير كبيرعلى وقف تقدم الدبابات وقامت الولايات المتحدة بشحن دبابات ام4 شيرمان وام26 بيرشنج إلى جانب الدبابات البريطانية من طراز سنتوريان كما شهدت الحرب قيام الولايات المتحدة بعملية عسكرية لتهيئة المنطقة لإسقاط قنبلة نووية على كوريا الشمالية إلا أنه تم التراجع عن هذه الفكرة كما شهدت الحرب انتهاكات عديدة لحقوق الإنسان ومعاهدة جنيف من كافة أطراف النزاع ومذابح للمدنيين وأسري الحرب وقد تم توثيقها بالصور والمستندات إلا أنه لم يتم محاكمة أي مسؤول عنها. وحتى الآن لا تزال الكوريتين في حالة حرب نظرا لعدم توقيع معاهدة سلام بينهم

## الجيوش والأسلحة والخسائر
كانت أعداد الجيوش المحاربة في الأزمة الكورية كالتالي:
الولايات المتحدة: 260 ألف جندي.
الأمم المتحدة: 35 ألف جندي.
كوريا الجنوبية: 340 ألف جندي.
كوريا الشمالية والصين مجتمعة: 866 ألف جندي
لعب السلاح الجوي دورا هاما وحاسما في معارك الحرب الكورية، فلأول مرة وبعد الحرب العالمية الثانية تم استعمال الطائرات العسكرية ذات المحرك.
كما برزت قوة الصين في مجال الهجوم الجوي فكان لديها 1400 طائرة عسكرية نصفها من نوع ميغ/15 السوفياتية التي كانت يومها أفضل طائرة عسكرية في العالم. ولم يتم التغلب على قوة الطيران الصيني إلا بعد أن طورت أميركا تلك السنة طائرة إف/86 وبها استطاعت مكافأة الميغ/15.
وقد ركزت أميركا على قطع طرق إمدادات الجيش الصيني، وعلى تدمير مطارات كوريا الشمالية والسكك الحديدية والجسور والمعامل الكهربائية والمراكز الصناعية. كما قصفت القواعد الكورية الشمالية الواقعة على الشواطئ.
وعرفت الحرب الكورية معاملات وحشية من كلا الطرفين، فقد اتهمت كل من كوريا الشمالية والصين الولايات المتحدة باستعمال أسلحة بيولوجية ضد جنودهما، كما تعرض الأسرى من الجنود الأميركيين وحلفائهم إلى أبشع أنواع التعذيب على أيدي الشيوعيين.
تُقدر أبحاث حديثة مجموع عدد الخسائر البشرية من القتلى لجميع أطراف الحرب بأكثر من 1.2 مليون. أفادت بيانات صادرة عن مصادر صينية رسمية أن عدد قتلى جيش المتطوعين الشعبي الصيني بلغ 114,000 قتيلاً في المعركة وبلغ عدد القتلى 34,000 لأسباب غير قتالية، ووصل عدد الإصابات إلى 340,000 جريح، و 7,600 ممن فقدوا خلال الحرب. وأعيد 7,110 أسير حربي صيني إلى بلدهم. كما أفادت مصادر صينية أن عدد قتلى كوريا الشمالية بلغ 290,000 شخصاً، و 90,000 أسيراً، فضلاً عن عدد ضخم من الوفيات المدنية. أفادت سي إن إن أن عدد الضحايا المدنيين من كوريا الشمالية يقترب من 600,000 شخص، بينما بلغت حصيلة الضحايا في كوريا الجنوبية المليون قتيل. بلغ عدد ضحايا الحرب الكورية من الأمريكيين 33,686 قُتلوا جراء المعارك، إلى جانب 2,830 قتلوا لأسباب غير قتالية وفقاً لبيانات وزارة الدفاع الأمريكية. وصل عدد الخسائر الأمريكية الناتجة عن أول مواجهة مع الصينيين يوم 1 نوفمبر عام 1950 إلى 8,516 قتيلاً. أفادت كوريا الجنوبية حوالي 373,599 مدني فيما وصل وصلت محصلة الوفيات العسكرية إلى 137,899. تُقدر المصادر الغربية خسائر جيش المتطوعين الشعبي الصيني بحوالي 400,000 شخص قتلوا و 486,000 جرحوا، بينما بلغت خسائر الجيش الشعبي الكوري حوالي 215,000 شخص قتلوا و303,000 جرحوا.

## انتهاء الحرب واستمرار النزاع الحدودي
منذ 23 يونيو/ حزيران 1951 وبعد سنة من المعارك الحامية أصبح الصراع الكوري بين طرفين لا غالب ولا مغلوب بينهما، فلا الأميركيون وحلفاؤهم دحروا المد الشيوعي في شبه الجزيرة ولا الشيوعيون الكوريون وحلفاؤهم الصينيون استطاعوا توحيد شطري كوريا تحت اللون الأحمر. وقد عرض ممثل الاتحاد السوفياتي في الأمم المتحدة إلى وقف لإطلاق النار، ولم يتم التوصل إلى اتفاق بين الأمم المتحدة والصين إلا في 27 يوليو/ تموز 1953 بقرية «بانمونغوم» الواقعة على خط العرض 38 الفاصل بين الكوريتين وعلى الرغم من انتهاء الحرب إلا أن النزاع الحدودي ما زال مستمرا بين الطرفين حتى هذا اليوم.

## وصلات خارجية
تاريخية
- المشروع العالمي لتوثيق كوريا الشمالية (بالإنجليزية)
- مجموعة من الكتب والمواد البحثية حول الحرب الكورية (بالإنجليزية)
- الفيلم القصير فيلم رقم 927 متوفر للتحميل من موقع أرشيف الإنترنت [المزيد]

وسائط
- صور نادرة للحرب الكورية من مكتبة الكونغرس والأراشيف الوطنية (بالإنجليزية)
- الحرب الكورية بالألوان على يوتيوب
- Pathé أرشيف للأفلام الإخبارية على الإنترنت تُظهر أفلاماً عن الحرب

منظمات
- رابطة أسرى الحرب الكورية (بالإنجليزية)
- مركز دراسة الحرب الكورية (بالإنجليزية)

نصب تذكارية
- نصب الحرب التذكاري للأطفال الكوريين (بالإنجليزية)